# Kostel svatého Jana Nepomuckého (Pohořelice)
Kostel svatého Jana Nepomuckého je jednou z dominant obce Pohořelice v okrese Zlín. Vystavěný byl v barokním slohu v 1. polovině 18. století. Objednavatelem stavby byl olomoucký biskup Jakub Arnošt z Lichtenštejna-Kastelkornu, jenž osobně chrám vysvětil 15. května 1740. Objekt je chráněn jako kulturní památka.

## Historie
V roce 1698 odkoupil Pohořelice majitel sousedního malenovického panství Franz Karl hrabě z Lichtenstejna-Kastelkornu. Po jeho smrti získal dědictvím obec do vlastnictví jeho syn Jakub Arnošt, biskup olomoucký a arcibiskup salcburský. Ten se rozhodl, že vybuduje vedle místního zámku i kostel. K projektování stavby byl vybrán stavitel Kryštof Maywald (1704–1769). Sám olomoucký biskup se ujal vysvěcení, které proběhlo 15. května 1740 a jako patrona zvolil svatého Jana Nepomuckého, v době baroka velmi oblíbeného světce. Při konsekraci pravděpodobně nebyl zatím plně vybaven interiér. Napovídá tomu i fakt, že autor obrazu na hlavním oltáři Josef Stern, v té době studoval v Itálii. Cena stavby se vyšplhala na 20 000 zlatých, což by v přepočtu na váhu mincí odpovídalo asi 70 kg zlata.
První velká záchranná přestavba musela přijít již po 100 letech existence chrámu, na začátku 19. století, z rozhodnutí tehdejšího vlastníka Leopolda ze Šternberka. Základy nebyly dostatečně hluboké, asi jen 4 střevíce (= 1,22 m), proto se zdi začaly rozestupovat a hrozilo vážné poškození konstrukce. Kostel musel být již před rokem 1830 stažen kovovými kotvami. Došlo také ke snížení střechy a jejímu pokrytí železným plechem.
Na přelomu 19. a 20. století, z iniciativy faráře Potěhníka, byl vymalován presbytář a také původní kamennou podlahu pokryly barevné dlaždice z továrny knížete Lichtenštejna v Poštorné.
Další významné opravy se kostel dočkal již ve 40.–50. letech 20. století, kdy byla zavedena elektřina a instalována nová okna. Současný vzhled exteriéru zásadně proměnil zásah v 60. letech 20. století, kdy byly opraveny vadné části omítky, očištěny sochařské prvky a snesena dosavadní neslohová věž, kterou podle návrhu architekta krajské památkové péče Augustina Žlábka přestavěli na novou, lépe odpovídající celkovému slohu chrámu. V dalších desetiletích probíhaly úpravy přizpůsobující interiér novým liturgickým předpisům vydaných Druhým vatikánským koncilem. Byl zřízen ambon, přidán obětní stůl a nainstalováno ozvučení.
S opravami se pokračovalo i po roce 1989. Například v letech 2019–2020 proběhla celková obnova střechy věže i lodi. Byly vyměněny poškozené trámy v krovech a položeny nové měděné plechy.

## Popis

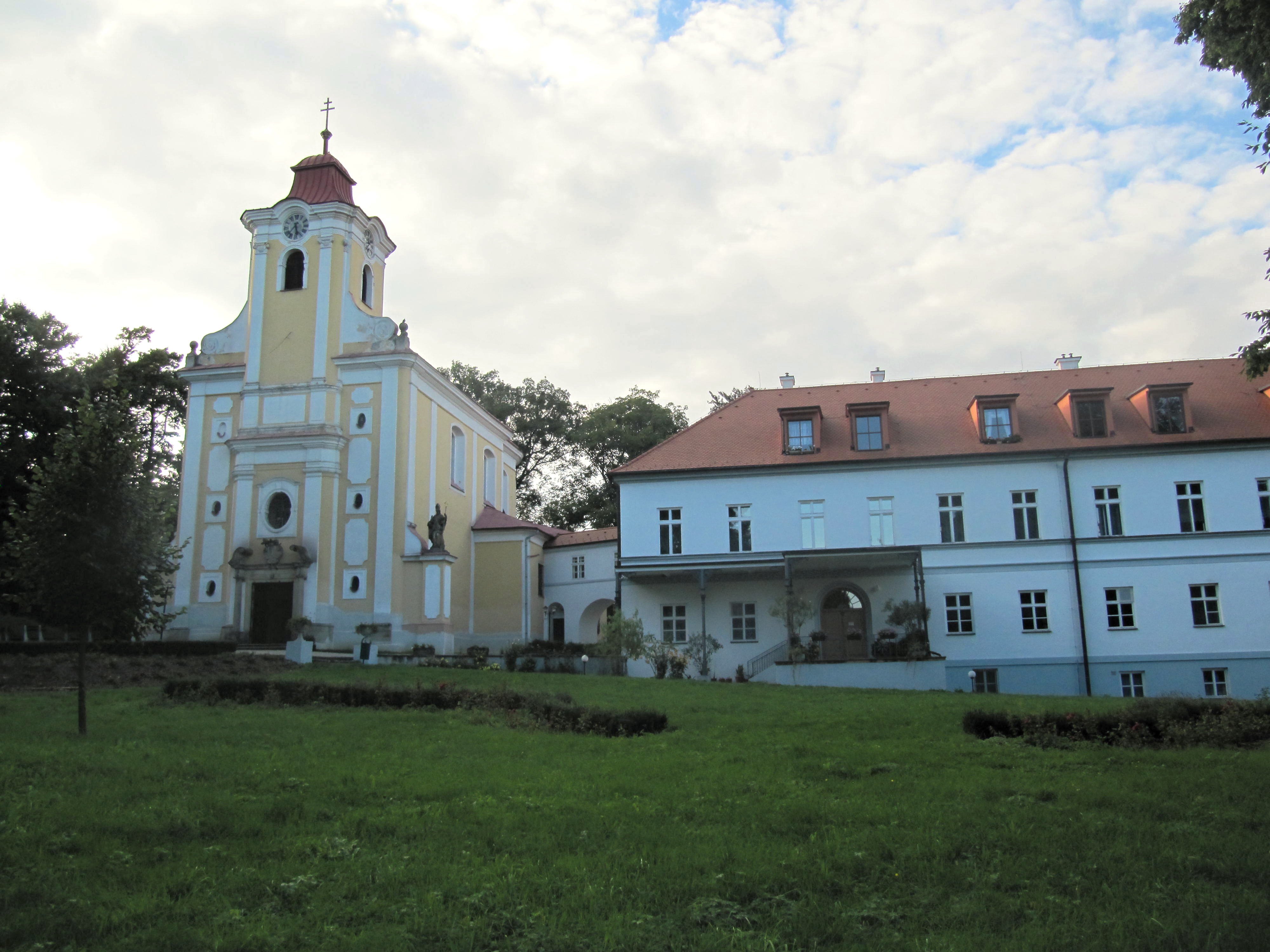
Kostel svatého Jana Nepomuckého a zámek Pohořelice

### Exteriér
Jedná se o jednolodní stavbu vybudovanou na půdorysu latinského kříže, tento  efekt však netvoří transept, ale dvě boční kaple uzavřené pravoúhle. Symetričnost narušuje sakristie přistavěná na epištolní straně. Presbytář je uzavřen půlkruhovou apsidou a jeho stabilitu zajišťují 3 opěrné pilíře. Kostel propojuje se zámkem krček, jímž mohla šlechta pohodlně procházet na mše do oratoře (z důvodu bezpečnosti je tato komunikační trasa již neprůchodná). Hlavní průčelí doplňují dva podstavce se sochami.
Kostel není orientovaný, to znamená, že kněžiště nesměřuje na východ, jak by bylo podle křesťanské tradice běžné, ale je otočené na severoseverozápad. Důvodem této neshody s liturgickými zvyklostmi může být terénní dispozice místa, kde kostel stojí. Navíc byl stavitel limitovaný budovou v té době již stojícího zámku.
Zděná stavba je hladce omítnutá žlutou a bílou barvou – bílá slouží ke zvýraznění ozdobných prvků členících fasádu. Nejvýraznější jsou lizénové rámce oddělující jednotlivé okenní osy a zvýrazňující vertikalitu budovy. Nejbohatěji je zdobené hlavní průčelí s oválnými okny a kamenným portálem s erbem biskupa Jakuba Arnošta z Lichtenštejna-Kastelkornu. Je završené věží se zvonem a hodinami.
Střechu lodi nese krov vaznicového typu s kozlíkovou konstrukcí. Věž je zastřešena zvonovou bání. Obě střechy jsou pokryty měděným plechem položeným na latích.

### Interiér

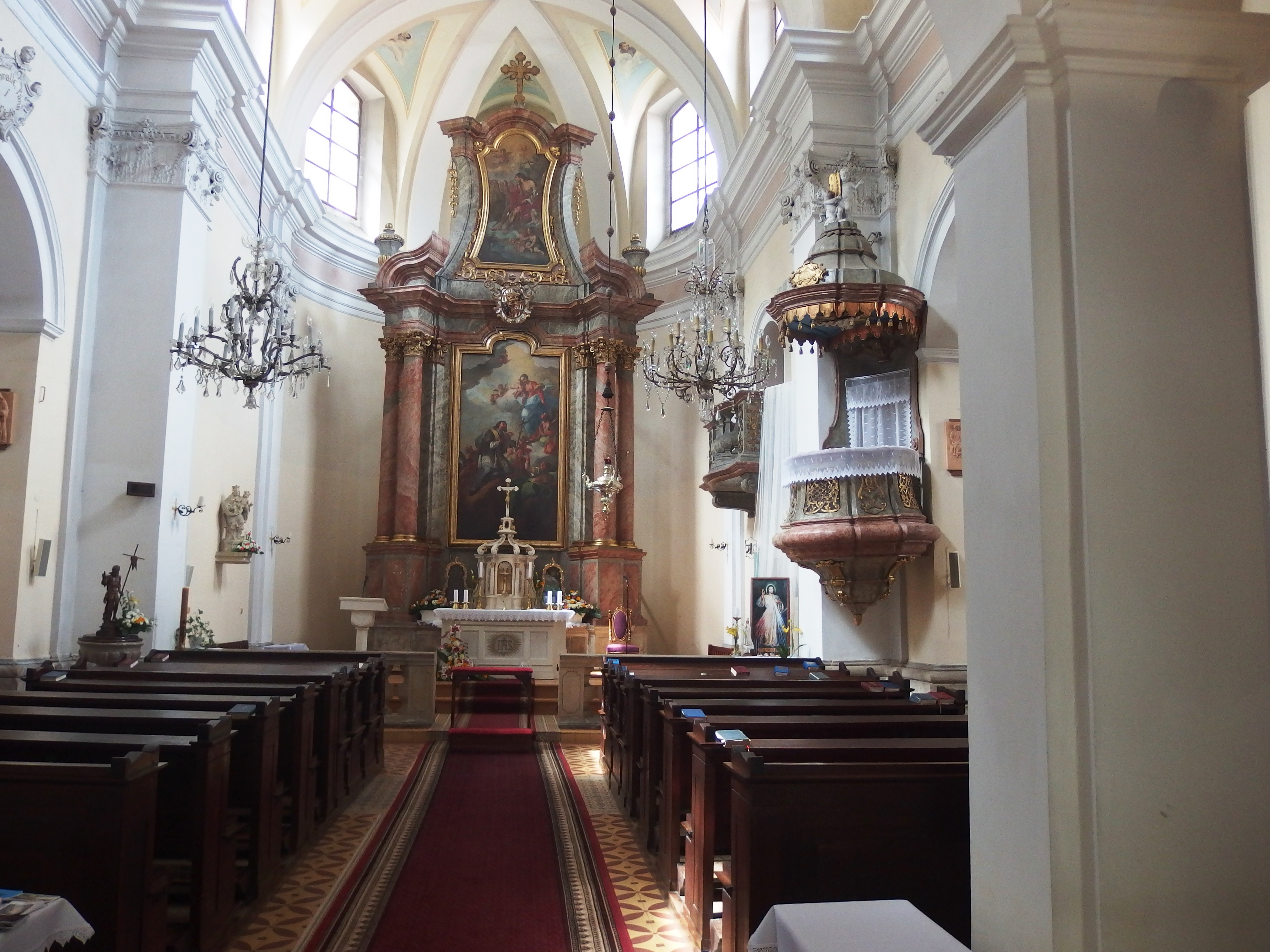
Interiér kostela svatého Jana Nepomuckého v Pohořelicích

V interiéru je dominantní oltář a retabulum se dvěma obrazy – spodní s výjevem svatého Jana Nepomuckého předávajícího štólu Panně Marii od malíře Josefa Sterna a na horním obraze se nachází svatý Jan Křtitel od neznámého autora. Obrazy se navzájem kompozičně doplňují, jelikož se ústřední postavy (sv. Janové) dívají každý jiným směrem. V prostoru mezi malbami visí erb biskupa Jakuba Arnošta, zakladatele kostela, který se skládá ze dvou částí. Spodní (větší) znak patří olomouckému biskupství v podobě, již získal privilegiem Rudolfa II., a na něm leží menší štít se znamením rodu Lichtenštejn-Kastelkornu. Berla a meč za erbem značí církevní a světskou moc. Celá oltářní architektura je završena křížem.
Druhým výrazným prvkem v interiéru jsou varhany z přelomu 19. a 20. století. Původní barokní nástroj se nachází v hřbitovním kostele svatého Jiljí.
I boční kaple mají své oltáře. V kapli na evangelní straně stojí oltář Všech svatých s obrazem téhož námětu. Lze na něm najít několik skupin světců, např. čtyři církevní učitele, čtyři evangelisty, svatou Kateřinu, svatou Barboru, svatého Dominika a další. Největšími figurami jsou svatý Jan Nepomucký a svatý Jan Sarkander (v době vzniku obrazu ještě nekanonizován, pouze blahořečen). Na epištolní straně se nachází kaple Nejsvětější Trojice, čemuž opět odpovídá i motiv oltářního obrazu.
Hlavní loď je zaklenuta valenou klenbou s pasy a trojbokými lunetami, každou z nich vyplňuje nástěnná malba zobrazující světce. Netradiční je např. postava svatého Jaroslava, kterého bychom spíš mohli vidět na obrazech ve východní Evropě. Tuto odchylku je možné lehce vysvětlit – jméno Jaroslav bylo velmi oblíbené v rodě Šternberků a je tedy logické, že si hrabě Jaroslav nechal svého patrona vymalovat nad oratoř, kam pravidelně chodil na mše. Na protější lunetě je, opět neobvykle, svatý Vladimír. I to však lze objasnit. Jedná se o jmenovce faráře Vladimíra Spannagela, působícího v Pohořelicích mezi lety 1926–1943.

## Listiny uložené v makovici
1. pamětní listina pochází z roku 1740 a popisuje záležitosti spojené se založením kostela. Zmiňuje také datum 1. 7. 1939, kdy proběhlo posvěcení kříže a jeho upevnění na střechu tesařem Kunetem. Text obsahuje také seznam významných zástupců církve i šlechty, kteří se události zúčastnili.
2. pamětní listina byla sepsána roku 1845 pohořelickým farářem Františkem Hluštíkem. Úvodní část popisuje založení a vysvěcení kostela, které proběhlo o 105 let dříve. Následuje popis a zdůvodnění opravy nařízené Leopoldem ze Šternberka. Při renovaci věže tesař objevil ukrytou nádobku s pamětihodnostmi. Obsahovala 3 mince (dvě zlaté a jednu stříbrnou), všechny vyražené v roce 1739, dále skříňku s kadidlem a svíčkou, zelený pásek a již zmíněnou listinu z roku 1740. Závěr textu tvoří výčet příbuzenstva hraběte Leopolda a soupis toho, co bylo do schránky ve věži vráceno – k původnímu obsahu přibyly dvě mince z císařsko-rakouské ražby "k zachování na věčnou paměť".
3. a 4. pamětní listina vznikly roku 1966 opět u příležitosti opravy objektu. Zatímco první dvě byly psány latinsky, pro tyto novější zvolili autoři český jazyk. První z dvojice dokumentů sepsal farář Bohumír Hozík. Na začátku je shrnut obsah starších listin. Text pokračuje popisem památkové obnovy kostela. Stejně jako u předchozích textů nechybí soupis předmětů uložených tentokrát již do makovice pod novým dvouramenným křížem. Byly přidány tři mince – stříbrná desetikoruna vydaná právě roku 1966 k 1100. jubileu Velké Moravy a pětikoruna a tříkoruna tehdejší hotovosti. Na konci je krátká zmínka o dokončení oprav hřbitovního kostela sv. Jiljí.
Poslední, v pořadí 4. listinu, sepsali Josef Samsonek (tehdejší předseda MNV) a Ladislav Kochta kronikář obce Pohořelice. Pojednává o historii obce od roku 1900 do roku 1966. Jsou zde zmíněni poslední vlastníci panství Jaroslav Šternberk a Marie Šternberková, rozená Grošová. Dále se můžeme dočíst o osvobození obce Rudou armádou na konci II. světové války a také o vývoji Pohořelic po komunistickém převratu 1948.